# Emma Martín Queralt
Emma Martín Queralt (Roquetes, Baix Ebre, 13 d'agost de 2002) és una futbolista catalana.
Migcampista, començà a jugar a l'equip de la seva població natal i, posteriorment, es formà a l'Escola Delta, CFF Tortosa-Ebre i Cambrils Unió Club de Futbol (2017-18). Als quinze anys fitxà pel Deportivo Alavés Gloriosas, competint a la Segona Divisió estatal. Amb el club basc, aconseguí l'ascens a la Primera Divisió la temporada 2020-21 i hi debutà la següent temporada. L'hivern de 2022 fitxà pel Futbol Club Levante Las Planas, amb el qual aconseguí el seu segon títol de Segona Divisió. La següent temporada jugà al Reial Oviedo i l'estiu de 2023 fitxà pel Futbol Club Barcelona B, proclamant-se campiona de Segona Divisió per tercer cop la temporada 2023-24. Després d'una temporada i mitja deixa el filial blaugrana i al gener de 2025 fitxa pel València CF de Primera Divisió.